# Bolków (gmina)
Bolków – gmina miejsko-wiejska w województwie dolnośląskim, w powiecie jaworskim. W latach 1975–1998 gmina położona była w województwie jeleniogórskim.
Siedzibą gminy jest miasto Bolków.
Według danych z 31 grudnia 2015 r. gminę zamieszkiwało 10 716 osób. Natomiast według danych z 31 grudnia 2019 roku gminę zamieszkiwało 10 388 osób.
Według danych z 30 czerwca 2020 roku gminę zamieszkiwały 10 363 osoby.

## Struktura powierzchni
Według danych z 2002 r. Bolków ma obszar 152,85 km², w tym:
- użytki rolne: 62% (94,77 km²)
- użytki leśne: 29% (44,32 km²)
- obszary wiejskie: 4% (6,08 km²)
- miasto Bolków: 5% (7,68 km²)

Gmina stanowi 26,3% powierzchni powiatu jaworskiego.

## Demografia

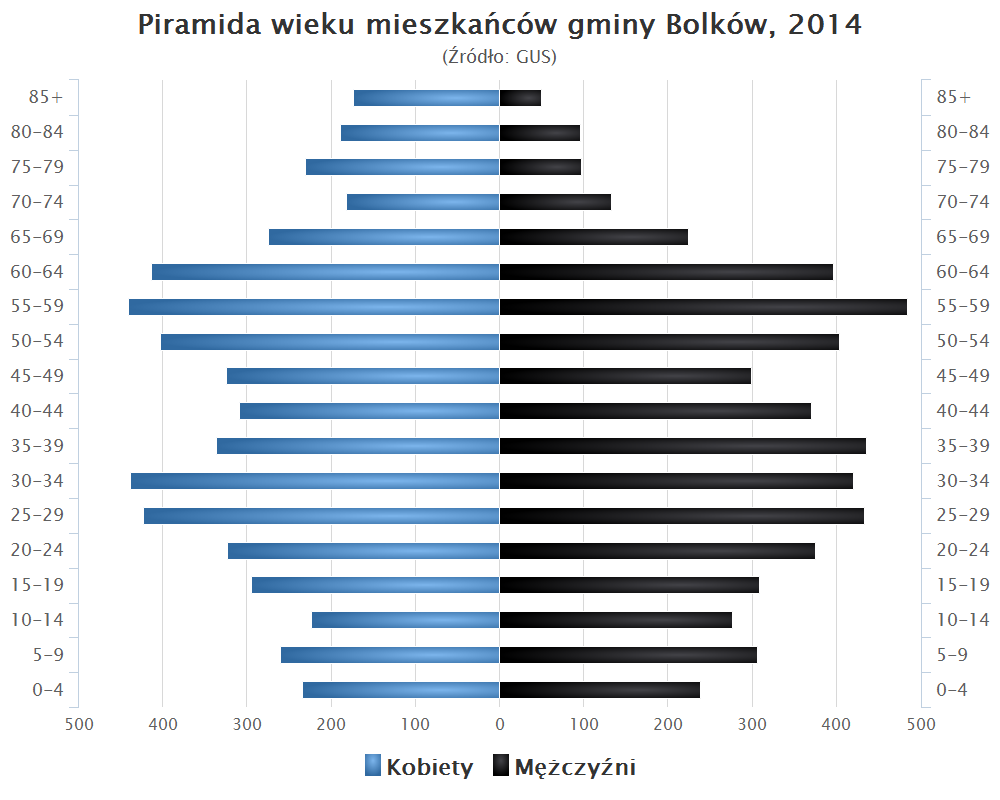
Piramida wieku mieszkańców gminy Bolków w 2014 roku

Dane z 30 września 2013 r.:
| Opis                              | Ogółem | Ogółem | Miasto | Miasto | Wieś | Wieś |
| --------------------------------- | ------ | ------ | ------ | ------ | ---- | ---- |
| jednostka                         | osób   | %      | osób   | %      | osób | %    |
| populacja                         | 10 812 | 100    | 5284   | 48,9   | 5528 | 51,1 |
| gęstość zaludnienia (mieszk./km²) | 71     | 71     | 698    | 698    | 909  | 909  |

## Parki Krajobrazowe i rezerwaty
- Park Krajobrazowy Chełmy
- rezerwat przyrody Buki Sudeckie
- rezerwat przyrody Wąwóz Lipa
- Rudawski Park Krajobrazowy

## Szlaki turystyczne
- czerwony (od Złotoryi)
- zielony (Szlak Zamków Piastowskich
- niebieski (Chełmiec-Lipa-Mysłów)
- , , ,  Szlakiem Zamków
- Szlaki spacerowe na Wzgórzu Ryszarda

## Miejscowości
Bolków, Gorzanowice, Grudno, Jastrowiec, Kaczorów, Lipa, Mysłów, Nowe Rochowice, Półwsie, Płonina, Radzimowice, Sady Dolne, Sady Górne, Stare Rochowice, Świny, Wierzchosławice, Wierzchosławiczki, Wolbromek.

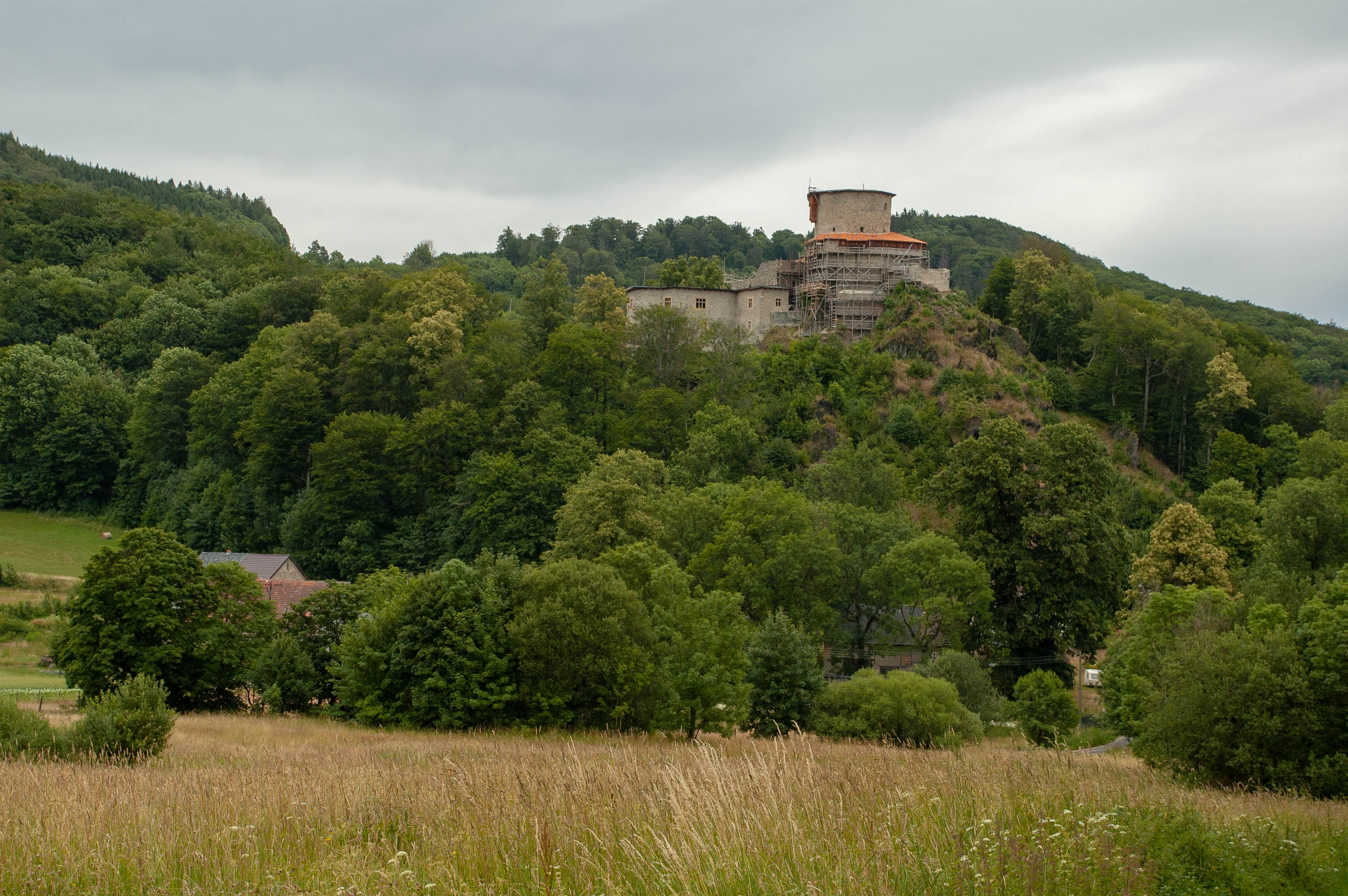
Płonina
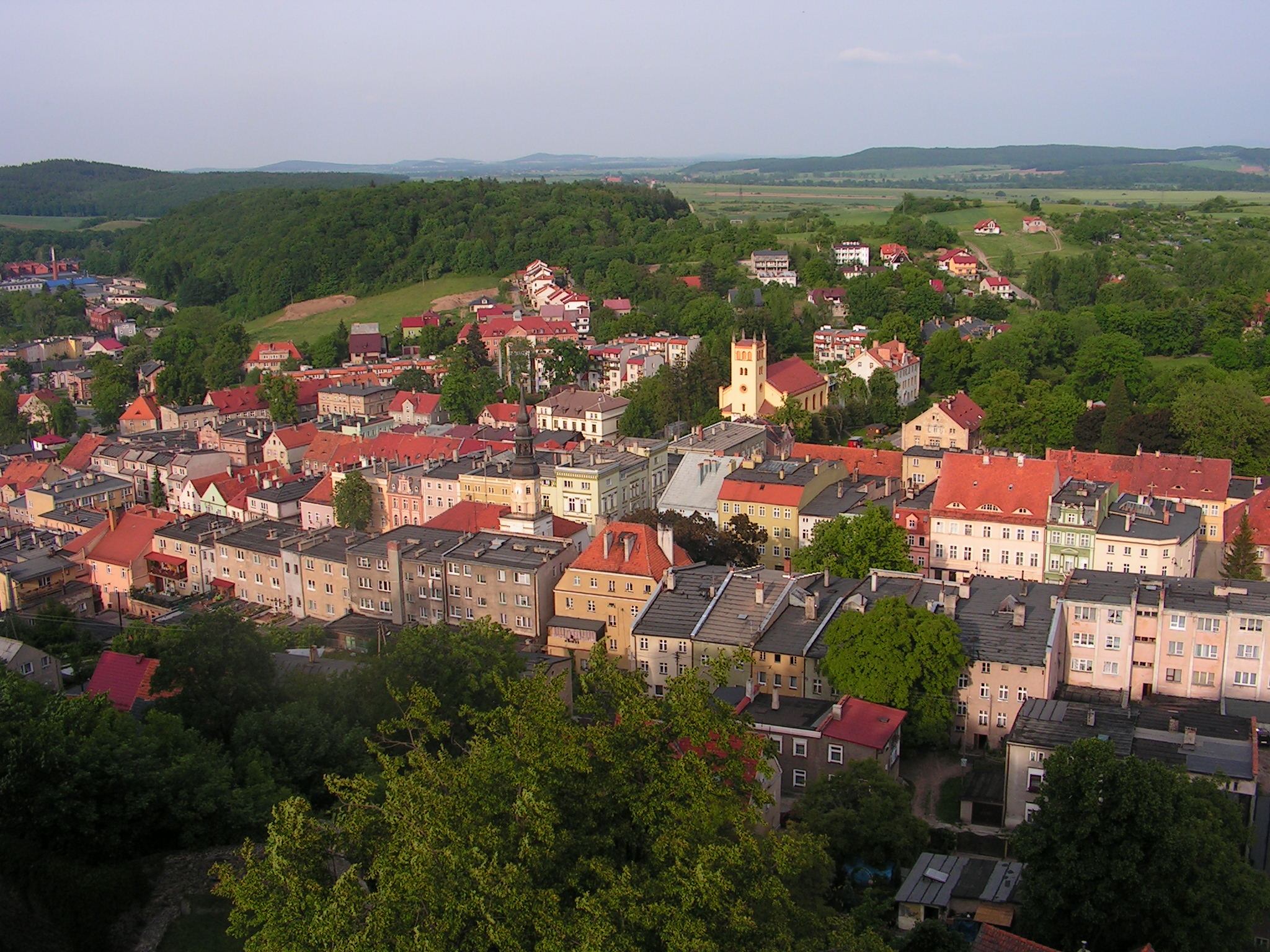
Bolków
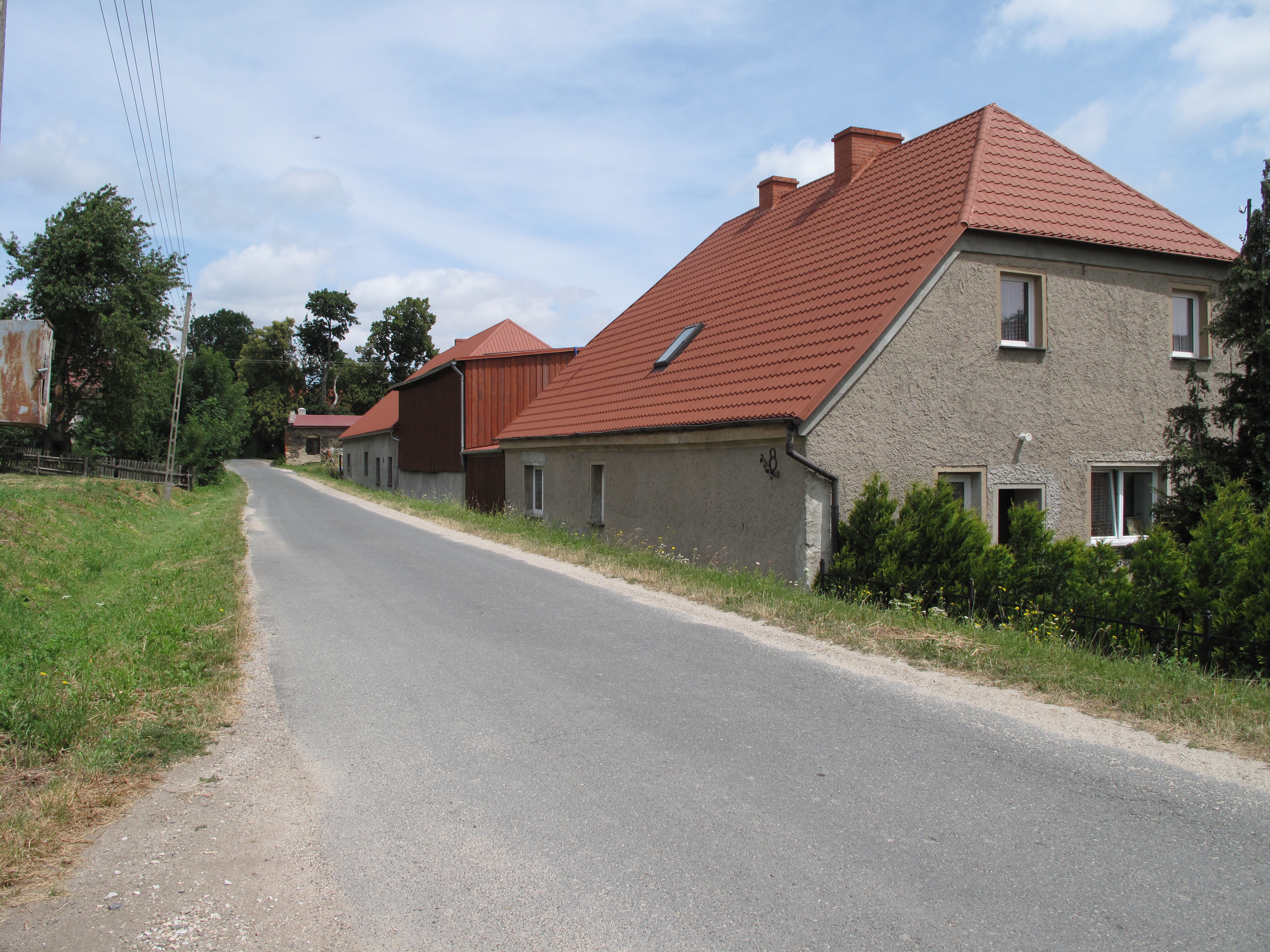
Gorzanowice
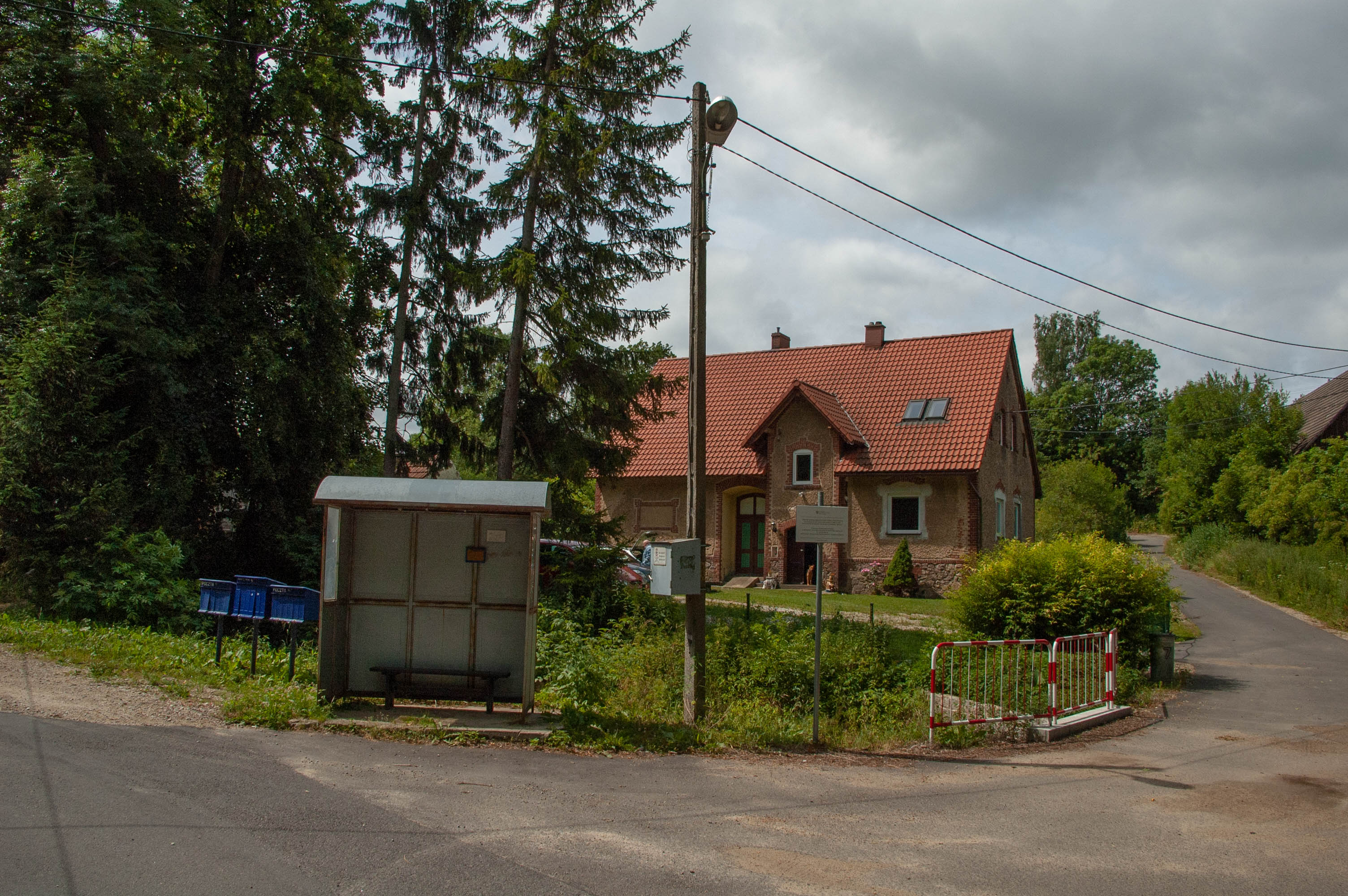
Grudno
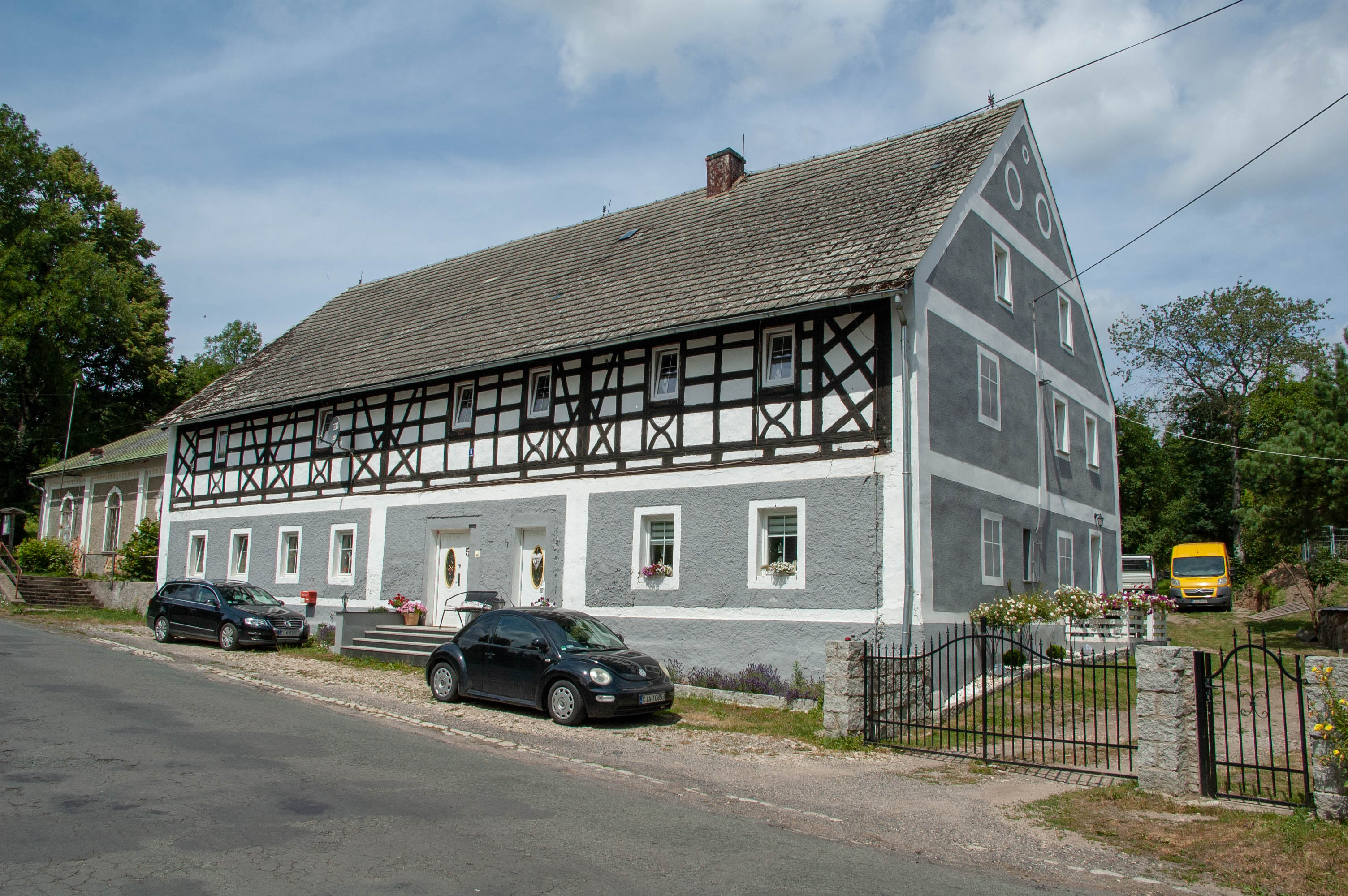
Jastrowiec
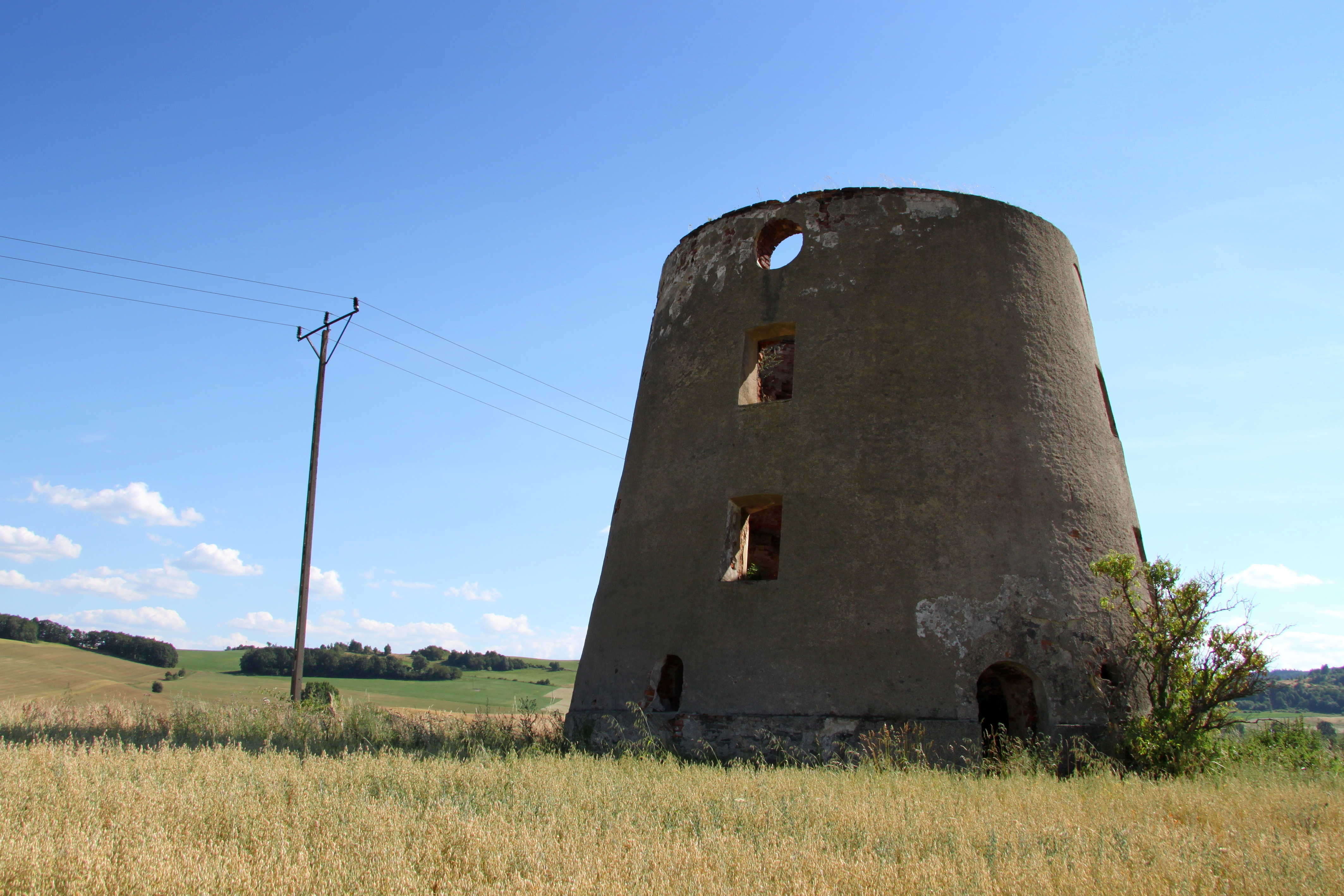
Sady Górne
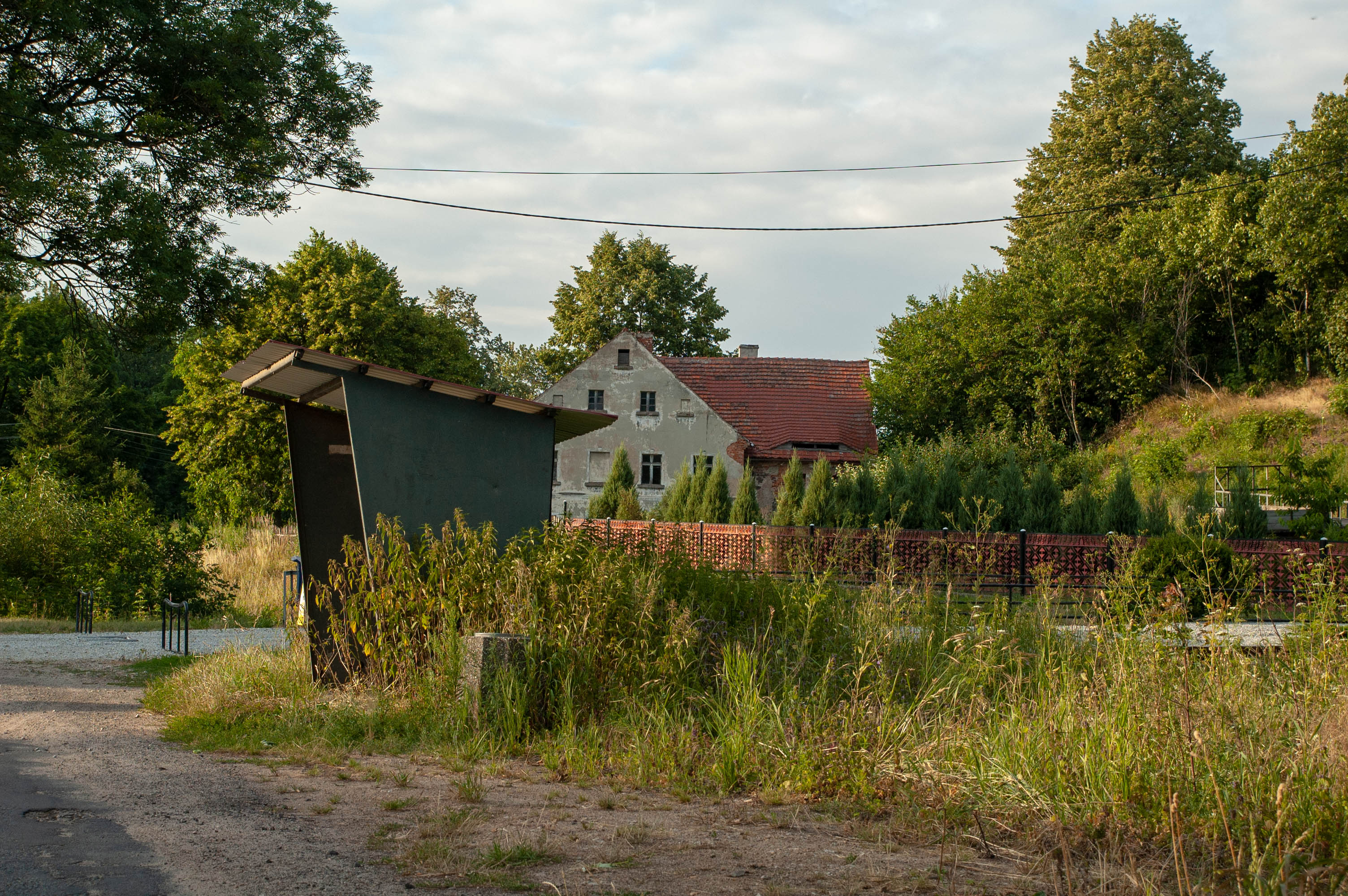
Sady Dolne
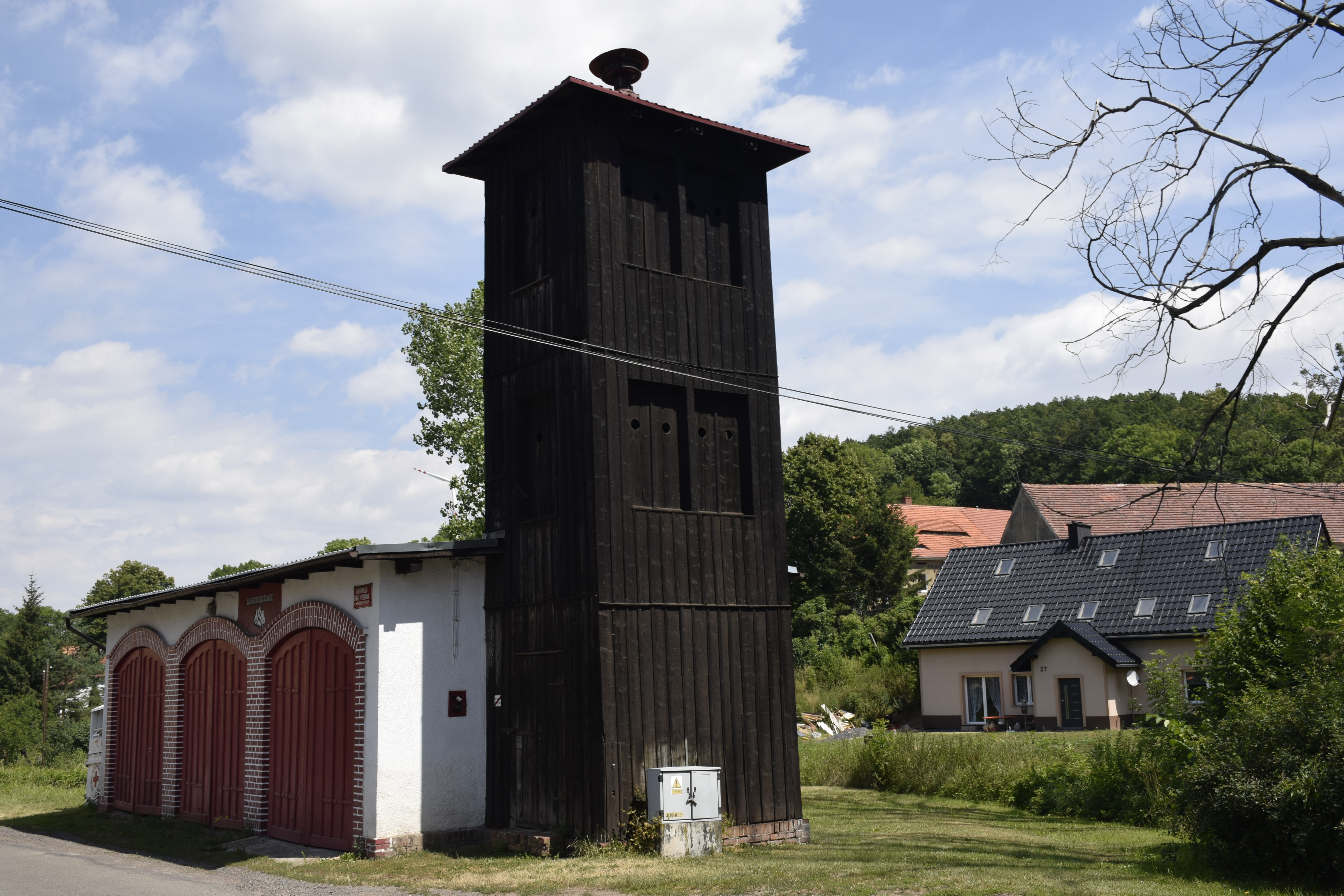
Wierzchosławice

## Sąsiednie gminy
Dobromierz, Janowice Wielkie, Marciszów, Męcinka, Paszowice, Stare Bogaczowice, Świerzawa, Wojcieszów